# Helbra
Helbra – gmina w Niemczech, w kraju związkowym Saksonia-Anhalt, w powiecie Mansfeld-Südharz, siedziba gminy związkowej Mansfelder Grund-Helbra.

## Współpraca
Miejscowość partnerska:
- Finnentrop, Nadrenia Północna-Westfalia